# Административно деление на Италия
Административното деление на Италия съгласно член 114 от Конституцията на Италианската република се състои от общини, провинции, метрополни градове, региони и държава.
Общините, провинциите, столичните градове и регионите са автономни органи със собствени устави, правомощия и функции съгласно принципите, установени от Конституцията.

## Региони
Към март 2021 г. Италия е разделена на 20 региона (на италиански: regioni, реджони, ед. ч. regione, реджоне). Според чл. 116 от конституцията на Италианската република 5 от тях: Фриули-Венеция Джулия, Сардиния, Сицилия, Трентино-Алто Адидже и Вале д'Аоста имат специален статут и се ползват с особена автономия по географски, исторически или езикови причини.
Регионите и административните им центрове са:
1. Вале д'Аоста (Аоста) – Население към 31 декември 2019 г. – 125 035 души[2]
2. Пиемонт (Торино) – 4 311 217 души
3. Лигурия (Генуа) – 1 5224 826 души
4. Ломбардия (Милано) – 10 027 602 души
5. Трентино-Южен Тирол (Тренто) – 1 078 069 души
6. Венето (Венеция) – 4 879 133 души
7. Фриули - Венеция Джулия (Триест) – 1 206 216 души
8. Емилия-Романя (Болоня) – 4 464 119 души
9. Тоскана (Флоренция) – 3 692 555 души
10. Умбрия (Перуджа) – 870 165 души
11. Марке (Анкона) –1 512 672 души
12. Лацио (Рим) – 5 755 700 души
13. Абруцо (Л'Акуила) – 1 293 941 души
14. Молизе (Кампобасо) – 300 516 души
15. Кампания (Неапол) – 5 712 143 души
16. Пулия (Бари) – 3 953 305 души
17. Базиликата (Потенца) – 552 254 души
18. Калабрия (Катандзаро) – 1 894 110 души
19. Сицилия (Палермо) – 4 875 290 души
20. Сардиния (Каляри) – 1 611 621 души

### Региони със специален статут
Италианските региони със специален статут са италиански региони, които се ползват с определени форми и условия на автономия. Пет италиански региона са наречени „региони със специален статут“, одобрен от Италианския парламент с конституционен закон:
- Регион Сицилия
- Автономен регион Сардиния
- Автономен регион Вале д'Аоста
- Автономен регион Фриули-Венеция Джулия
- Автономен регион Трентино-Алто Адидже (съставен от автономните провинции Тренто и Болцано съгласно чл. 116 от Конституцията).

Автономията на тези региони и техния специален статут се базира на исторически, културни, географски причини и наличието на значителен брой етнически малцинства, е обяснен със специален закон.

## Провинции и Метрополни градове
Всеки регион се дели на провинции (на италиански: province, провинче, ед. ч. provincia, провинча). Само Регион Вале д'Аоста не се дели на провинции, а провинциалното управление е поверено на регионалното правителство.
Провинциите не са единственото подразделение непосредствено след региона, тъй като има други административни или статистически единици, или общо 107 териториални подразделения:
- 100 административни органи от второ ниво:
  - 80 действащи провинции
  - 14 метрополни града
  - 6 свободни общински консорциуми на Регион Сицилия
- 2 автономни провинции на Регион Трентино-Алто Адидже
- 5 премахнати провинции във Фриули - Венеция Джулия и във Вале д'Аоста, използвани все още за целите на статистиката и организацията на информацията.

От 1 януари 2015 г. чрез Закон №56 от 7 април 2014 г. (Закон „Делрио“) 14 от провинциите са заменени от Метрополни градове. Според закона територията на 10 метрополни града в регионите с обикновен статут съвпада с тази на предходните провинции.
Провинциите се управляват от Провинциален съвет (на италиански: Consiglio provinciale, Консильо провинчале), съставен от Президент на провинцията (на италиански: Presidente della provincia, Президенте дела провинча) и от различен брой Общински съветници (на италиански: Consiglieri provinciali, Консилиери провинчали) в зависимост от населението на провинцията.

### Метрополни градове
Метрополните градове (на италиански: città metropolitane, читà метрополитане) са 14 и представляват „териториални единици с обширна площ“, които заместват едноименните провинции. Закон 56 от 7 април 2014 г. (Закон „Делрио“) определя 10-те метрополни града на регионите с обикновен статут, чиито територии съвпадат с тези на предходните провинции: Столица Рим, Торино, Милано, Венеция, Генуа, Болоня, Флоренция, Бари, Неапол и Реджо Калабрия. Към тях се добавят 4-те метрополни града на регионите със специален статут: Каляри, Катания, Месина и Палермо.
Метрополните градове, подобно на италианските провинции, са единици от второ ниво, управлявани от органи, избирани между кметовете и съветниците от общините, включени в самия метрополен град.
Органи на метрополните градове са:
- Метрополният кмет (на италиански: sindaco metropolitano), който по закон е и кмет на главния град на региона. Въпреки това статутите на Метрополните градове Столица Рим, Милано и Неапол предвиждат директното избиране с всеобщи избори на кмета и съветниците, в случай че парламентът приеме закон, определящ гласоподаването.
- Метрополният съвет (на италиански: Consiglio metropolitano), избиран от кметовете и съветниците от принадлежащите към метрополния град общини.
- Метрополната конференция (на италиански: Conferenza metropolitana), състояща се от кмета на метрополния град и от кметовете на неговите общини.

## Общини
Всеки метрополен град и провинция се делят на общини (на италиански: comuni, комуни, ед. ч. comune, комуне), които към март 2023 г. са 7901 на брой. Към 1 март 2023 г. общините с най-голямо население са столицата Рим (2 748 109 души), последвана от Милано (1 354 196 души), Неапол (913 462 души), Торино (841 600 души) и Палермо (630 167 души).
Общините съставляват третото ниво на административното деление на страната. По-големите общини могат допълнително да бъдат разделяни на по-малки единици – circoscrizioni, наричани още municipi, municipalità (муниципиуми), zone di decentramento (зони за децентрализация) или quartieri (квартали). Най-важните общини от историческа и административна гледна точка имат титлата „град“.
Начело на общината стоят Кмет (на италиански: sindaco, сѝндако, мн. ч. sindaci, сѝндачи), демократично избран на общински избори чрез всеобщо гласуване на всички жители на общината с право на глас (на възраст над 18 години) и с изпълнителни правомощия, и Общински съвет (на италиански: Giunta comunale) – колегиален орган, съставен от променлив брой общински съветници, назначавани от него да представляват политическите сили, които го подкрепят (еквивалент на Министерския съвет и на Министър председателя на държавно ниво). Кметът има 5-годишен мандат, освен ако не подаде оставка или не умре.
Общинското управление има за задача да се грижи за общинските интереси и да поощрява развитието на общината в стопанско и културно отношение. Управлението на общините отговаря за функционирането на общинските служби, използването на ресурсите на общинската територия и стопанското развитие на дадената община.